# Cândido de Oliveira Ramos
Cândido de Oliveira Ramos (Lages, 11 de março de 1889 – Cannes, 23 de agosto de 1949) foi um médico e político brasileiro.
Foi secretário do interventor Ptolomeu de Assis Brasil, de 1930 a 1932. Foi eleito deputado federal por Santa Catarina nas eleições de 1934. Eleito senador nas eleições gerais no Brasil em 1935, renunciou ao cargo em julho do mesmo ano para assumir o mandato de deputado federal. Exerceu o cargo até 10 de novembro de 1937.